# Europapokal der Pokalsieger 1982/83
Der Europapokal der Pokalsieger 1982/83 war die 23. Ausspielung des Wettbewerbs der europäischen Fußball-Pokalsieger. 34 Klubmannschaften aus 33 Ländern nahmen teil, darunter der Titelverteidiger FC Barcelona, 26 amtierende Pokalsieger und 7 unterlegene Pokalfinalisten (Sporting Braga, Torpedo Moskau, Kuusysi Lahti, Coleraine FC, Apollon Limassol, Sliema Wanderers und der rumänische Zweitligist FC Baia Mare).
Aus Deutschland waren DFB-Pokalsieger FC Bayern München, aus der DDR FDGB-Pokalsieger Dynamo Dresden, aus Österreich ÖFB-Cupsieger FK Austria Wien und aus der Schweiz Cupsieger FC Sion am Start.
Im Finale im Nya Ullevi in Göteborg gewann der schottische Außenseiter FC Aberdeen überraschend mit 2:1 nach Verlängerung gegen den hohen Favoriten Real Madrid.
Torschützenkönig wurde der Spanier Santillana von Real Madrid mit sechs Toren.

## Modus
Die Teilnehmer spielten wie gehabt im reinen Pokalmodus mit Hin- und Rückspielen den Sieger aus. Gab es nach beiden Partien Torgleichstand, entschied die Anzahl der auswärts erzielten Tore (Auswärtstorregel). War auch deren Anzahl gleich fand im Rückspiel eine Verlängerung statt, in der auch die Auswärtstorregel galt. Herrschte nach Ende der Verlängerung immer noch Gleichstand, wurde ein Elfmeterschießen durchgeführt. Das Finale wurde in einem Spiel auf neutralem Platz entschieden. Bei unentschiedenem Spielstand nach Verlängerung wäre der Sieger ebenfalls in einem Elfmeterschießen ermittelt worden.

## Vorrunde
Die Hinspiele fanden am 7./18. August, die Rückspiele am 25. August/1. September 1982 statt.
|              | Gesamt |                | Hinspiel | Rückspiel |
| ------------ | ------ | -------------- | -------- | --------- |
| Swansea City | 3:1    | Sporting Braga | 3:0      | 0:1       |
| FC Aberdeen  | 11:10  | FC Sion        | 7:0      | 4:1       |

## 1. Runde
Die Hinspiele fanden am 14./15./22. September, die Rückspiele am 29./30. September 1982 statt.
|                      | Gesamt    |                           | Hinspiel | Rückspiel |
| -------------------- | --------- | ------------------------- | -------- | --------- |
| ÍBV Vestmannaeyja    | 0:4       | Lech Posen                | 0:1      | 0:3       |
| KSV THOR Waterschei  | 8:1       | Red Boys Differdingen     | 7:1      | 1:0       |
| Lokomotive Sofia     | 2:5       | Paris Saint-Germain       | 1:0      | 1:5       |
| Coleraine FC         | 0:7       | Tottenham Hotspur         | 0:3      | 0:4       |
| Lillestrøm SK        | 0:7       | Roter Stern Belgrad       | 0:4      | 0:3       |
| Torpedo Moskau       | (a)1:1(a) | FC Bayern München         | 1:1      | 0:0       |
| FC Baia Mare         | 2:5       | Real Madrid               | 0:0      | 2:5       |
| FK Austria Wien      | 3:2       | Panathinaikos Athen       | 2:0      | 1:2       |
| Inter Mailand        | 3:2       | Slovan Bratislava         | 2:0      | 1:2       |
| IFK Göteborg         | 2:4       | Újpesti Dózsa SC Budapest | 1:1      | 1:3       |
| Dynamo Dresden       | (a)4:4(a) | B.93 Kopenhagen           | 3:2      | 1:2       |
| Galatasaray Istanbul | 3:2       | Kuusysi Lahti             | 2:1      | 1:1       |
| Swansea City         | 17:00     | Sliema Wanderers          | 12:00    | 5:0       |
| FC Aberdeen          | 1:0       | Dinamo Tirana             | 1:0      | 0:0       |
| FC Barcelona         | 9:1       | Apollon Limassol          | 8:0      | 1:1       |
| Limerick United      | 1:2       | AZ’67 Alkmaar             | 1:1      | 0:1       |

## 2. Runde
Die Hinspiele fanden am 20. Oktober, die Rückspiele am 3. November 1982 statt.
|                      | Gesamt |                           | Hinspiel | Rückspiel |
| -------------------- | ------ | ------------------------- | -------- | --------- |
| FC Aberdeen          | 3:0    | Lech Posen                | 2:0      | 1:0       |
| Roter Stern Belgrad  | 3:6    | FC Barcelona              | 2:4      | 1:2       |
| Galatasaray Istanbul | 3:4    | FK Austria Wien           | 2:4      | 1:0       |
| AZ’67 Alkmaar        | 1:2    | Inter Mailand             | 1:0      | 0:2       |
| Swansea City         | 0:3    | Paris Saint-Germain       | 0:1      | 0:2       |
| Real Madrid          | 4:1    | Újpesti Dózsa SC Budapest | 3:1      | 1:0       |
| Tottenham Hotspur    | 2:5    | FC Bayern München         | 1:1      | 1:4       |
| B.93 Kopenhagen      | 1:6    | KSV THOR Waterschei       | 0:2      | 1:4       |

Das Rückspiel von Bayern München in München am 3. November fand bei starkem Nebel statt.

## Viertelfinale
Die Hinspiele fanden am 2. März, die Rückspiele am 16. März 1983 statt.
|                     | Gesamt    |                     | Hinspiel | Rückspiel |
| ------------------- | --------- | ------------------- | -------- | --------- |
| FK Austria Wien     | (a)1:1(a) | FC Barcelona        | 0:0      | 1:1       |
| FC Bayern München   | 2:3       | FC Aberdeen         | 0:0      | 2:3       |
| Inter Mailand       | 2:3       | Real Madrid         | 1:1      | 1:2       |
| Paris Saint-Germain | 2:3       | KSV THOR Waterschei | 2:0      | 0:3 n. V. |

## Halbfinale
Die Hinspiele fanden am 6. April, die Rückspiele am 19. April 1983 statt.
|                 | Gesamt |                     | Hinspiel | Rückspiel |
| --------------- | ------ | ------------------- | -------- | --------- |
| FK Austria Wien | 3:5    | Real Madrid         | 2:2      | 1:3       |
| FC Aberdeen     | 5:2    | KSV THOR Waterschei | 5:1      | 0:1       |

## Finale
Der FC Aberdeen gewann als dritter schottischer Klub nach Celtic Glasgow und den Glasgow Rangers einen Europapokal.
| FC Aberdeen                                    | FC Aberdeen | Real Madrid | Real Madrid | Aufstellung                               |
| ---------------------------------------------- | --- | --- | ----------- | ----------------------------------------- |
| FC Aberdeen                                    | \| 11. Mai 1983 in Göteborg (Nya Ullevi) \| \| Ergebnis: 2:1 n. V. (1:1, 1:1) \| \| Zuschauer: 17.804 \| \| Schiedsrichter: Gianfranco Menegali ( Italien) \|                                             | \| 11. Mai 1983 in Göteborg (Nya Ullevi) \| \| Ergebnis: 2:1 n. V. (1:1, 1:1) \| \| Zuschauer: 17.804 \| \| Schiedsrichter: Gianfranco Menegali ( Italien) \|                                                       | Real Madrid | Aufstellung FC Aberdeen gegen Real Madrid |
| FC Aberdeen                                    | Jim Leighton – Doug Rougvie, Willie Miller , Alex McLeish, John McMaster – Neale Cooper, Neil Simpson, Gordon Strachan – Mark McGhee (87. John Hewitt), Eric Black, Peter Weir Cheftrainer: Alex Ferguson | Agustín – Juan José, John Metgod, Paco Bonet, José Antonio Camacho (91. Isidoro San José) – Ricardo Gallego, Ángel, Uli Stielike – Juanito, Santillana, Isidro (104. Pepe Salguero) Cheftrainer: Alfredo Di Stéfano | Real Madrid | Aufstellung FC Aberdeen gegen Real Madrid |
| FC Aberdeen                                    | 1:0 Eric Black (7.) 2:1 John Hewitt (112.) | 1:1 Juanito (15., FE) | Real Madrid | Aufstellung FC Aberdeen gegen Real Madrid |
| 11. Mai 1983 in Göteborg (Nya Ullevi)          | | |             |                                           |
| Ergebnis: 2:1 n. V. (1:1, 1:1)                 | | |             |                                           |
| Zuschauer: 17.804                              | | |             |                                           |
| Schiedsrichter: Gianfranco Menegali ( Italien) | | |             |                                           |